# Paris-Roubaix 2007
Paris-Roubaix 2007 fandt sted den 15. april 2007 og var den 105. udgave af det traditionsrige løb. Stuart O'Grady blev den første ikke-europæer som har vundet dette løb.

## Resultat

### 15-04-2007: Compiègne-Roubaix, 259 km.
|    | Rytter              | Hold            | Tid     | ProTour-point |
| -- | ------------------- | --------------- | ------- | ------------- |
| 1  | Stuart O'Grady      | CSC             | 6:09.07 | 50            |
| 2  | Juan Antonio Flecha | Rabobank        | + 0.52  | 40            |
| 3  | Steffen Wesemann    | Wiesenhof       | + 0.52  | 0             |
| 4  | Björn Leukemans     | Predictor-Lotto | + 0.53  | 30            |
| 5  | Roberto Petito      | Liquigas        | + 0.55  | 25            |
| 6  | Tom Boonen          | Quick Step      | + 0.55  | 20            |
| 7  | Roger Hammond       | T-Mobile        | + 0.55  | 15            |
| 8  | Enrico Franzoi      | Lampre          | + 0.56  | 10            |
| 9  | Kevin van Impe      | Quick Step      | + 1.24  | 5             |
| 10 | Fabio Baldato       | Lampre          | + 2.27  | 2             |

## Billeder fra løbet
- Tom Boonen
- Tom Boonen
- Kevin Van Impe og David Kopp
- Feltet
- Feltet